# Minnesang

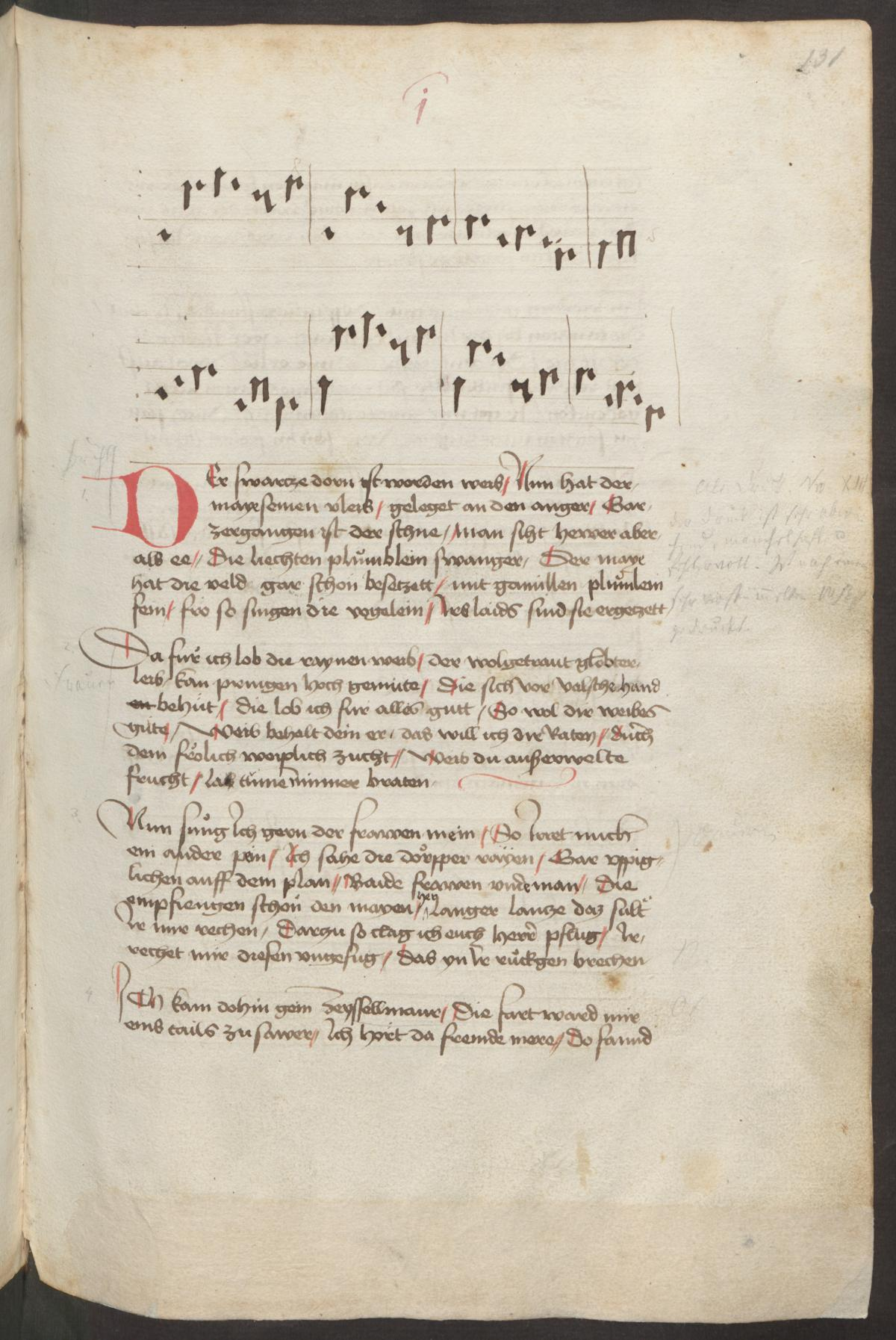
Texte et mélodie du chant de Neidhart von Reuental, "Der schwarze dorn" (Staatsbibliothek de Berlin, Ms. germ. fol. 779, fol. 131r)

Le Minnesang (signifiant « chant d'amour » en allemand) est un style de poésie lyrique des pays de langue allemande qui s'est épanoui du XIIe siècle jusqu'au XIVe siècle. Ceux qui écrivent et chantent le Minnesang sont connus comme Minnesänger, « chanteurs de Minne ».

## Histoire
Le Minnesang a des points communs avec la tradition des troubadours et des trouvères en France. Il provient probablement de cette tradition, bien qu'il ait développé ses propres formes. Comme eux, les Minnesänger chantaient principalement la « Minne » (l'amour courtois). Plusieurs des Minnesänger les plus connus sont également célèbres pour leur poésie épique. Il faut citer avant tout Wolfram von Eschenbach et Hartmann von Aue. D'autres Minnesänger remarquables sont Walther von der Vogelweide, Heinrich Frauenlob, Neidhart von Reuental, Ottokar aus der Gaal et Heinrich von Morungen.
« […] les Minnesänger allemands, dont les exploits dans l'est de l'Europe n'avaient d'équivalent que les gestes décrites dans La Chanson de Roland. » Roberto Bolaño, 2666,  « La partie d'Archimboldi » (p. 1040 de l'édition Folio).